# フリーマン・ダイソン
フリーマン・ジョン・ダイソン（Freeman John Dyson、1923年12月15日 - 2020年2月28日）は、イギリス・バークシャー生まれのアメリカ合衆国の理論物理学者・宇宙物理学者・サイエンスライター。ケンブリッジ大学トリニティ・カレッジ卒業、プリンストン高等研究所名誉教授。
若くしてダイソン方程式を発表、量子電磁力学の完成に大きな寄与をなした。宇宙分野では恒星の全エネルギーを利用する「ダイソン球」や、彗星を覆う巨大植物「ダイソン・ツリー」、遺伝子工学によって育てられた宇宙船「宇宙の鶏（アストロチキン）」、惑星・恒星をも移動させる装置を考案するなど、気宇壮大なアイデアを連発し、SFにも多大な影響を与えた。原子力発電の研究にも携わっている。
数学に関わる分野でもいくつかの注目すべき仕事がある。ランダム行列の研究が最も重要だが、これは後にリーマン予想の研究を活発化させる契機にもなった。1996年に証明された、「全ての偶数は高々6個の素数の和で表せる」というオリヴィエ・ラマレの定理も、フリーマンが発見した補題が重要である。
日本のドキュメンタリー映画『地球交響曲第三番』に出演している。大江健三郎とも親交があった。

## 経歴

### 生い立ちと幼少期
ジョージ・ダイソン（George Dyson）を父として、バークシャーのクロウソーン(Crowthorne)で誕生。
父親のジョージ（1883年5月28日 - 1964年9月28日）は、英国の王立音楽大学（RCM、Royal College of Music）の学長もつとめた人物で、作曲家でオルガン奏者であり、独唱、合唱、オーケストラのための「カンタベリー巡礼」、「聖パウロのメリタへの旅」などの作品がある。母親は法学部卒の女性で、フリーマンの誕生後ソーシャルワーカーの仕事をし、後に弁護士となる。
フリーマンは幼少期から数学的才能を発揮し、百科事典相手に計算を行った。また、一般天文書「すばらしき天空」、ジュール・ヴェルヌの空想科学小説に熱中。9歳にして「小惑星エロスが10年後に月と衝突することを突き止めた天文学者たちが月へ観測隊を送ろうとする」というSF小説『サー・フィリップ・ロバーツのエロルーナー衝突』を書いている（ただし未完。『ガイアの素顔』に収録）。これは父親の友人で天文学者のフランク・ダイソン（血縁関係はない）の影響があったようである。

### 学業
1936年から1941年まで、父親が音楽を担当するWinchester Collegeの学生となる。
15歳時、微分方程式が科学において重要な事を知り、図書目録を見てダーウィンの「ビーグル号航海記」を見つけるも手持ちの所持金では足りず、辛うじて購入できる金額だった「微分方程式」（H・T・H・ピアジオ著）を購入、クリスマス休暇を使って毎日朝6時から夜10時まで連続で700題を順に解いて過ごし、I・M・ヴィノグラドフの数論の古典がロシア語版しか出版されていない事に苛立ち、独学でロシア語を学んで英訳、清書した。

### 第二次世界大戦下、英国空軍でのORS活動
（当時、世界は第二次世界大戦状態で、イギリスもドイツとの戦争状態に入っていたわけだが、また若い頃はガンジーに影響を受けており、戦争の徴兵は良心的兵役拒否(道徳的に拒否)しようと考えていたが、自分に出来ることを考え、）1943年7月25日、フリーマンは英国空軍のオペレーションズ・リサーチ(ORS)を行う部署に入り（作戦行動研究部員）、そこで英国空軍がドイツを爆撃するための分析的手法の開発（作戦行動の数理モデル化、統計的研究）を行った。爆撃隊員の安全性は経験（出撃回数）とは何の関連も無い事、爆撃機の脱出口が狭すぎて非常時に役に立たない事、銃座は飛行速度を鈍らせる事、銃座がある分その無駄な要員が搭乗せねばならない事、自軍の戦略爆撃作戦行動は非効率で失敗である事を発見するも、軍内部では爆撃部隊の根拠に依らない定説と逸話的経験で固められており、ダイソンが弾き出した結果が軍の知識に反していた場合は黙殺の憂き目に遭うだけで、結局は従軍中のダイソンはその才能と技術を浪費しただけであった。任務飛行後の散発的な爆撃跡の写真を分析している内、敵ドイツ軍は民間住宅の廃墟跡地で引き続き工場を稼働している事実や、後々ハンブルク及びドレスデンの大火を知る。この時期、ベルリン爆撃に携わるも、大量の戦闘機を損失しただけに終わった。作戦を止めることも、悲劇を回避することも出来ないので、戦争が長引くほど増える損失を食い止めるため、「どうやったら最も経済的に10万人を殺せるか」（10万人殺しても戦争を短縮できれば価値はある）と考え、広島に原爆を落としたのもドイツ全土への爆撃よりも有効で日本に原爆が投下された時は「正直、安堵した」と（後に）心中を話している。自軍の徒に被害を出す戦略に罪悪感を抱いていたダイソンは、息子を授かってから悪夢（墜落した飛行機が燃え上がって搭乗員を救出しようと業火の中に飛び込む仲間と立ちすくむダイソン）に度々うなされるようになり、寝ている息子を無理に起こして恐怖していたという。

### 大戦後のトリニティカレッジへの進学
大戦後、優秀な人材は大学に行かせるべきという政府の方針に従いケンブリッジ大学のトリニティ・カレッジに進学、数学の学士号を取得。なお、1946年から1949年まで同カレッジのフェローをつとめ、1947年には数論に関する論文を2本公表した。カレッジではウィトゲンシュタインの部屋の直下の部屋に居住したが、ウィトゲンシュタインは1947年に同大学の教授職を辞しケンブリッジを離れている。

### アメリカでの物理学の研究
1947年に数学からは離れて物理学に興味を持ち、アメリカのコーネル大学物理学科へ留学。同大では師のハンス・ベーテからラムシフトの変形の理論問題を任され、直感的な計算で紙片に書き綴り、同僚らは「僕らも、それに気づいていたらなぁ」とダイソンを羨む。大学には新聞片手に寝坊して顔を出し、机の上に両足を乗せ昼食時まで新聞を広げていたと思うとベーテの部屋にふらりと入ったり愛想は良いが何を考えているか分からない学生と周囲から見られていた。
1948年、旅行で一人バスに揺られている間、過程は違えどジュリアン・シュウィンガーとリチャード・ファインマンが同じ答えを導きだそうとしている事に気づく。何でも方程式にしたい性質のダイソンはファインマン・ダイアグラムを数式化して他の物理学者にも分かりやすいように組み立てる。数式を用いず図形で手短に且つかなり正確な答えが導き出されるファインマン・ダイアグラムを広めるべく尽力、あまり良い顔をしなかったロバート・オッペンハイマーを口説いてファインマン・ダイアグラムの有用さを認めさせた。後「朝永＝シュウィンガー＝そしてファインマンの放射理論」論文発表。
1951年からコーネル大学教授、1953年からプリンストン高級研究所教授として勤務。1952年王立協会フェロー選出。1957年にアメリカに帰化。国防省、NASA、軍備管理軍縮局などの嘱託を務める。1960年にダイソン球（ダイソン・スフィア）の概念を発表。
何度もノーベル賞有力候補として名が挙がるも受賞には至らなかった。本人はあまり頓着しておらず、賞レースには消極的で無関心な事を明かしている。

### 死去
2020年2月28日、転倒からの合併症により、ニュージャージー州プリンストンの病院にて死去した。96歳没。

## 家族
息子のジョージ・B・ダイソンは著名なカヌー製作者でエコロジスト、親子二人の関わりは、ケネス・ブラウワー『宇宙船とカヌー』（芹沢高志訳、新版・山と溪谷社〈ヤマケイ文庫〉、2014年）に詳しい。
娘のエスター・ダイソンは、ICANN (Internet Corporation for Assigned Names and Numbers) 会長で作家。

## 主な受賞歴
- ハイネマン賞数理物理学部門（1965年）
- ローレンツメダル（1966年）
- ヒューズ・メダル（1968年）
- マックス・プランク・メダル（1969年）
- ハーヴェイ賞（1977年）
- ウルフ賞物理学部門（1981年）
- 全米批評家協会賞（1984年）
- マテウチ・メダル（1989年）
- エルステッド・メダル（1991年）
- エンリコ・フェルミ賞（1993年）
- テンプルトン賞（2000年）
- ポメランチュク賞（2003年）
- ポアンカレ賞（2012年）

## 主要な著書
- 『宇宙をかき乱すべきか ダイソン自伝』鎮目恭夫訳、ダイヤモンド社、1982年7月。
  - （文庫版 上下巻）筑摩書房〈ちくま学芸文庫〉、2006年1月。ISBN 4-480-08960-8（上）/ ISBN 4-480-08961-6（下）。
- 『核兵器と人間』伏見康治ほか共訳、みすず書房、1986年11月。ISBN 4-622-01639-7。
- 『ダイソン生命の起原』大島泰郎、木原拡共訳、共立出版〈未来の生物科学シリーズ19〉、1989年11月。ISBN 4-320-05343-5。
- 『多様化世界 生命と技術と政治』鎮目恭夫訳、みすず書房、1990年5月。ISBN 4-622-03937-0。
  - （新装版）みすず書房、2000年5月。ISBN 4-622-04976-7。
- 『フリーマン・ダイソン科学の未来を語る』はやしはじめ、はやしまさる共訳、三田出版会、1998年3月。ISBN 4-89583-220-1。
  - 『科学の未来を語る』三田出版会、1998年3月。ISBN 4-88338-156-0。
  - 『科学の未来』みすず書房、2006年1月。ISBN 4-622-07185-1。
- 『ダイソン博士の太陽・ゲノム・インターネット 未来社会と科学技術21世紀大予測』中村春木、伊藤暢聡共訳、共立出版、2000年4月。ISBN 4-320-00560-0。
- 『ガイアの素顔 科学・人類・宇宙をめぐる29章』幾島幸子訳、工作舎、2005年4月。ISBN 4-87502-385-5。
- 『叛逆としての科学 本を語り、文化を読む22章』柴田裕之訳、みすず書房、2008年6月。ISBN 978-4-622-07389-5。
- Advanced Quantum Mechanics. David Derbes寄稿. World Scientific. (2007-3). ISBN 978-9812706614
- Dyson, Freeman J. (1984). Origins of life. Publication / Nishina Memorial Foundation no. 22. Nishina Memorial Foundation